# Hasbara
Hasbara (ebraico: הַסְבָּרָה) è una parola in lingua ebraica che indica gli sforzi di pubbliche relazioni compiuti per diffondere all'estero informazioni positive sullo Stato di Israele e le sue azioni. Il governo israeliano e i suoi sostenitori usano il termine per contrastare quelli che giudicano tentativi di delegittimazione di Israele. È anche un eufemismo per propaganda.
Il lemma hasbara, in ebraico, può assumere una gamma di significati, a seconda del contesto nel quale viene impiegato. Nella sua accezione neutrale, l'espressione significa "interpretare", "gettare luce", "chiarire". Applicata al discorso politico israeliano, l'hasbara nel contesto della diplomazia è un processo controllato di comunicazione ovvero uno strumento della politica estera di tale Stato, come azione di persuasione. Il termine ha acquisito una certa notorietà nella comunicazione da parte dei media circa il conflitto arabo-israeliano. Un ruolo essenziale nella definizione degli obiettivi e degli strumenti dell'originaria hasbara pro-sionista ebbe la figura di Nahum Sokolow, autore, traduttore e pioniere del giornalismo in lingua ebraica.
Sebbene le origini dell'hasbara in senso proprio siano rintracciabili nello Stato di Israele, la formalizzazione e l'utilizzazione di tale concetto sono antecedenti alla nascita di Israele nel 1948. In origine, l'hasbara era infatti essenzialmente concepita quale duplice strumento di persuasione interno alla diaspora, teso a espandere il sostegno per la causa sionista, e quale strumento volto ad attrarre l'appoggio di soggetti non ebraici.

## Definizione
Mentre hasbara significa letteralmente "spiegazione", è discussa la sua sfera semantica nell'uso corrente. Gideon Meir ha affermato che non esiste una traduzione "reale, precisa" della parola hasbara in inglese o in qualsiasi altra lingua e l'ha definita come diplomazia pubblica, un'azione che tutti i governi del mondo intraprendono con la crescente importanza di ciò che il professore di Harvard Joseph Nye chiamò soft power. Gary Rosenblatt lo descrive come "patrocinio". Gli individui che si impegnano in tale pratica sono detti hasbaristi.
Hasbara è stata descritta come "propaganda pro-Israele" e come "il nuovo termine user-friendly per propaganda israeliana", ma, mentre "la propaganda si sforza di evidenziare gli aspetti positivi di una parte di un conflitto, l'hasbara cerca di spiegare le azioni, siano esse giustificate o meno".

La storica Giora Goodman considera, in pratica, "hasbara" come "propaganda", spiegando che: 
 Il termine "propaganda" acquisì un senso peggiorativo durante la prima metà del XX secolo. Di conseguenza, i propagandisti britannici e americani hanno usato "informazione" per descrivere il loro lavoro e la parola dal suono positivo hasbara è stata generalmente preferita in ebraico. "Propaganda", ta'amula in ebraico, è per lo più riservato a ciò che fanno gli avversari, ma il termine è stato spesso usato dal movimento sionista per descrivere i propri sforzi per influenzare il grande pubblico. 

## Storia

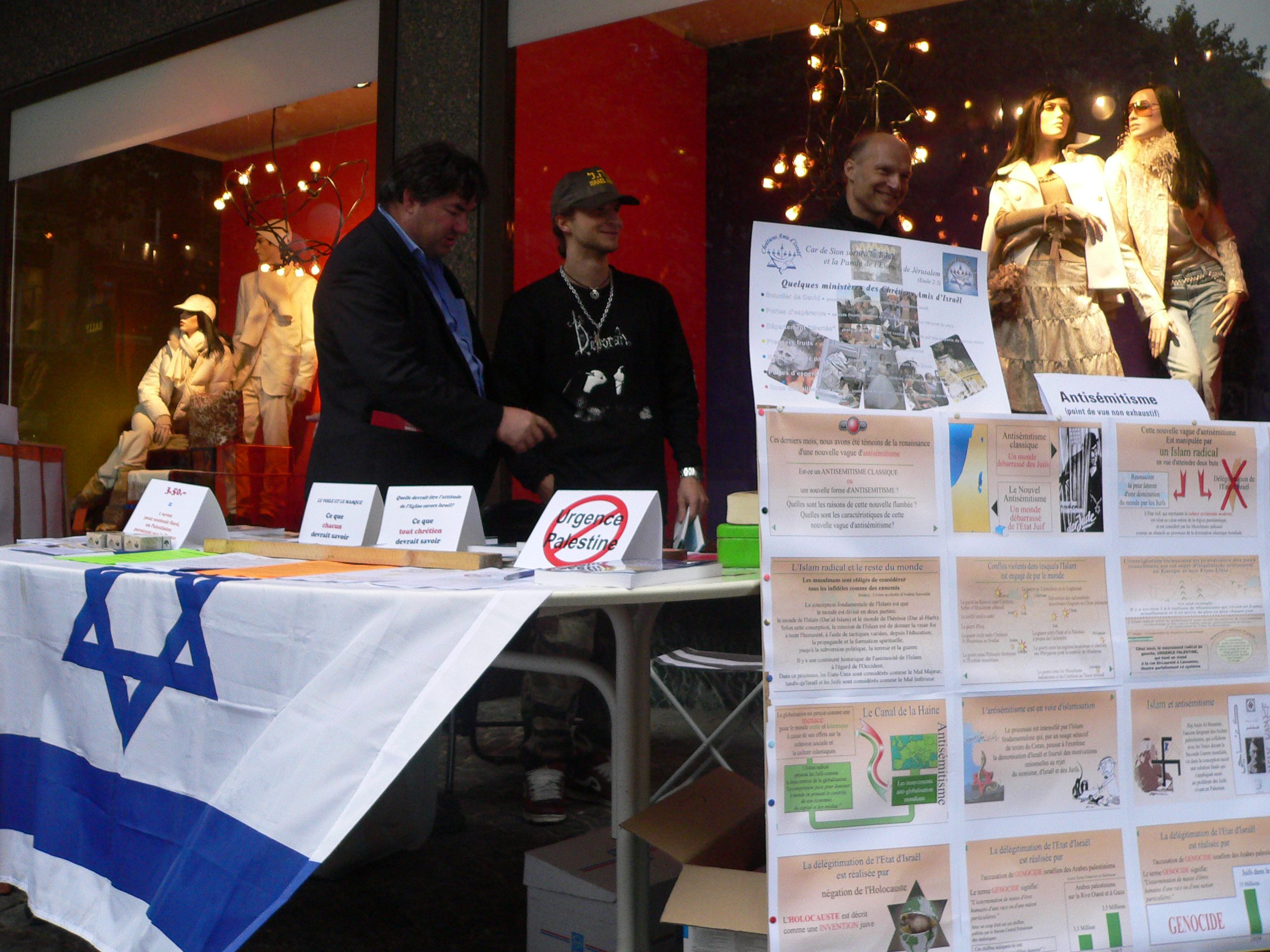
Un esempio di uno stand Hasbara.

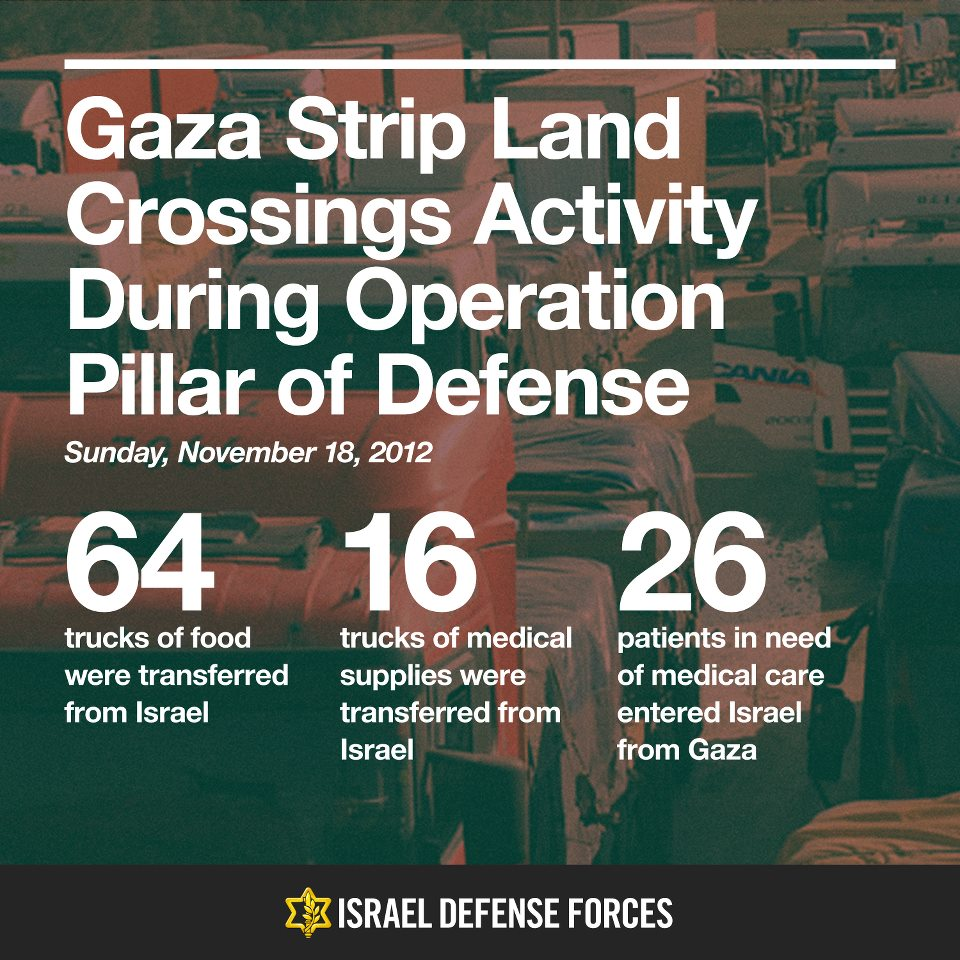
Gli sforzi hasbara usano spesso i manifesti IDF.

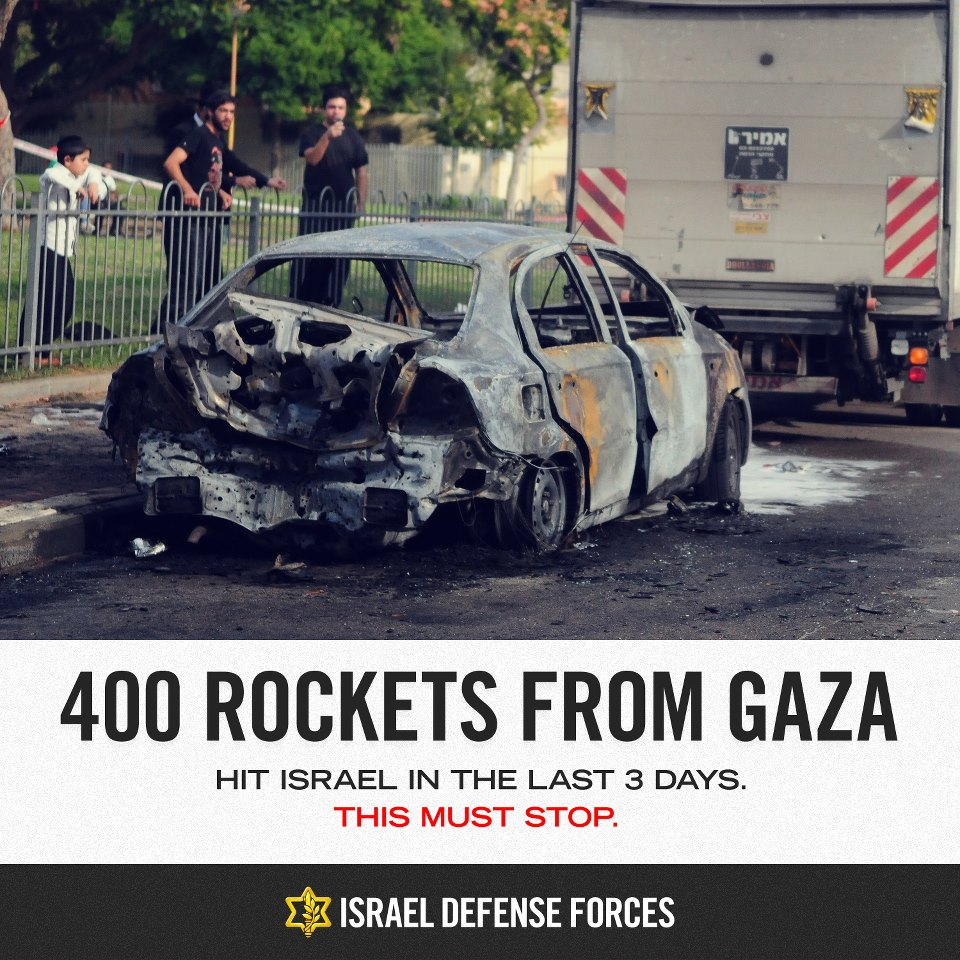
Un esempio di poster hasbara.

Le prime menzioni del termine hasbara nei media tradizionali della stampa inglese risalgono alla fine degli anni '70 del Novecento e lo descrivono come "costruzione di una immagine all'estero". Secondo il Washington Post, questa attività "si dice hasbara quando il suo scopo è quello di rimodellare l'opinione pubblica all'estero". All'inizio degli anni '80, l'hashara è stata definita una "campagna di pubbliche relazioni". In Newsweek è stato descritto come "spiegazione". Nel 1986, il New York Times riferisce di un programma per "comunicare gli obiettivi di difesa" avviato alla fine degli anni '70. Carl Spielvogel, presidente di Backer & Spielvogel, si recò in Israele per consigliare il governo in merito a tale esigenza comunicativa. Ne nacque, nel 1984, un "Progetto Hasbara" (Hasbara Project) per "formare nella comunicazione funzionari della diplomazia, inserendoli presso compagnie americane"
Il libro di Shmuel Katz Battleground: Fact and Fantasy in Palestine, pubblicato nel 1973, è stato descritto come "un libro di riferimento enciclopedico per coloro che sono coinvolti nello sforzo israeliano di hasbara (pubbliche relazioni)". Nel 1977, il Primo Ministro Menachem Begin nominò Katz "Consigliere del Primo Ministro per l'informazione all'estero".
Nel maggio 1992, il Jerusalem Post riferì che i leader ebrei americani reagivano a malapena alla notizia che il dipartimento hasbara del ministero degli Esteri sarebbe stato eliminato. Malcolm Hoenlein notò che si parlava da tempo di razionalizzazione delle funzioni hasbara del ministero, con la fusione delle funzioni del dipartimento di hasbara con quelle del dipartimento stampa. Secondo Abe Foxman la diffusione dell'habara era sempre stata responsabilità di tutti i funzionari del ministero degli Esteri, in particolare quelli che lavorano all'estero, e che i funzionari dei dipartimenti hasbara sarebbero stati collocati nei dipartimenti stampa delle ambasciate israeliane.
Nel 2001, Shmuel Katz ha pubblicato una retrospettiva degli sforzi israeliani di hasbara e ha affermato che l'hasbara "deve essere affrontata non in maniera improvvisata e occasionale, ma da un dipartimento governativo permanente e autonomo". Sharon ha aumentato gli sforzi di hasbara, ma non ha creato un ministero a livello di gabinetto a tale scopo.
Sempre nel 2001, il Ministero degli Affari Esteri israeliano, era tra gli sponsor delle attività di Hasbara Fellowship di Aish HaTorah . L'Agenzia ebraica per Israele, Dipartimento per l'educazione sionista ebraica, gestisce una campagna chiamata Hasbara, Israeli Advocacy, Your Guide to the Middle East Conflict. Nel maggio 2007, le Hasbara Fellowships hanno affermato che "Wikipedia non è una risorsa oggettiva ma piuttosto un'enciclopedia online che chiunque può modificare. Il risultato è un sito Web che è in gran parte controllato da 'intellettuali' che cercano di riscrivere la storia del conflitto arabo-israeliano. Questi autori hanno riscritto sistematicamente ma in modo discreto passaggi chiave di migliaia di voci di Wikipedia per ritrarre Israele in una luce negativa. Hai l'opportunità di fermare questa pericolosa tendenza! Se sei interessato a unirti a un team di Wikipediani per assicurarti che Israele sia presentato in modo equo e preciso, contatta il [nostro] direttore". Un'analoga campagna di advocacy su Wikipedia è stata successivamente lanciata dal <i>Committee for Accuracy in Middle East Reporting in America</i> nel maggio 2008; cinque editori coinvolti nella campagna sono stati sanzionati dagli amministratori di Wikipedia, che hanno scritto che la natura aperta di Wikipedia "è fondamentalmente incompatibile con la creazione di un gruppo privato per coordinare segretamente l'editing".
Nel 2002, la corte dei conti israeliana ha pubblicato un rapporto critico sugli sforzi di pubbliche relazioni in Israele. "Sono state menzionate la mancanza di una concezione e un obiettivo strategico generale di pubbliche relazioni e la mancanza di coordinamento tra le varie organizzazioni. I livelli di finanziamento sono modesti; il Ministero degli Affari Esteri ha speso circa 8,6 milioni di dollari per questi sforzi nel 2002 e l'ufficio stampa del governo ha ricevuto un budget di 100.000 dollari.
Nel 2008, Yarden Vatikay è stato nominato per coordinare la politica dei media interna ed estera di Israele.
Nel 2009, il ministero degli Esteri israeliano ha organizzato volontari per aggiungere commenti pro-israeliani sui siti di notizie. Nel luglio 2009, è stato annunciato che il ministero degli Esteri israeliano avrebbe riunito una squadra di "internet warfare" per diffondere messaggi pro-Israele su vari siti web, con un finanziamento di 600.000 shekel (circa 150.000 dollari).
Un rapporto del 2010 prodotto per il governo israeliano dal Reut Institute e citato dal quotidiano Haaretz esemplifica l'opinione comune israeliana secondo cui gli sforzi di hasbara sono necessari per rispondere a quella che descrive come una "rete di delegittimazione" diffusa di attivisti anti-israeliani. Come ha affermato Haaretz, "Gli attivisti della rete —"delegittimatori" come li definisce il rapporto — sono relativamente marginali: giovani, anarchici, migranti e attivisti politici radicali". Il giornale cita anche il rapporto dicendo che questa rete promuove le attività filo-palestinesi in Europa come "di moda" e chiede che sia monitorato dai servizi di intelligence israeliani e che il gabinetto tratti la rete come una minaccia strategica. Conclude che Israele non era preparato a fronteggiare la minaccia rappresentata da questa rete e che contromisure debbano essere intraprese con più forza per rispondere ad essa.
Neil Lazarus afferma che ciò che lui chiama "low budget, grassroots Hasbara 2.0" è diventato maggiorenne e plaude ai siti web che tengono traccia di ciò che i sostenitori vedono come pregiudizi dei media anti-israeliani e che promuovono campagne di posta elettronica per conto di Israele. Osserva che "l'hashara israeliana sembra diventare più dinamica, poiché la diaspora si assume la responsabilità", e che "Anche le scuole diurne e i programmi MASA sono stati arruolati per questo compito".

## Metodi
Lo Israel Citizens Information Council (ICIC) afferma che il suo scopo è "aiutare gli sforzi per spiegare la vita israeliana dal punto di vista del cittadino israeliano medio. A tal fine, l'ICIC arruola gli israeliani di ogni estrazione sociale per partecipare ai suoi vari progetti... Una delle nostre attività principali è la produzione di speciali presentazioni powerpoint che pubblichiamo sul nostro sito Web. Queste presentazioni esaminano aspetti e questioni specifici relativi a Israele e Medio Oriente."
Alcuni esperti di hasbara studiano i metodi utilizzati dagli attivisti palestinesi e offrono consigli su come rispondere. Descrivere i manifestanti come "giovani", ad esempio, crea un'impressione diversa dal chiamarli "minorenni". Essi attirano l'attenzione sulle sottili differenze di significato tra parole come protesta e rivolta, organizzazione terroristica e organizzazione politica palestinese. Sconsigliano gli insulti e il point scoring.
Edward Said scrisse che i metodi di hasbara usati durante la Seconda Intifada includevano pranzi e viaggi gratuiti per giornalisti influenti; seminari per studenti universitari ebrei; inviti a deputati; opuscoli e donazioni di denaro per campagne elettorali; indicare a fotografi e scrittori cosa fotografare o scrivere; conferenze e tour di concerti di importanti israeliani; frequenti riferimenti all'Olocausto; pubblicità sui giornali che attaccano gli arabi e lodano Israele.
Il ministero degli esteri israeliano ha istituito una nuova formazione sull'uso appropriato dei metodi dei social media nella sua strategia di hasbara. Ci sono stati diversi casi in cui tweet e post imbarazzanti e inappropriati delle ambasciate israeliane, in particolare quello in Irlanda sotto la guida di Boaz Moda'i, hanno portato a condanne internazionali. In risposta a tali incidenti, il ministero degli Esteri israeliano ha aggiornato le linee guida sui social media online per i rappresentanti del governo israeliano in tutto il mondo, in modo che la "dottrina di combattimento" della guida sui media includerà indicazioni appropriate su "cose da fare e da non fare".

### Azione negli Stati Uniti
I funzionari israeliani hanno sottolineato l'importanza di plasmare l'opinione pubblica americana per influenzare favorevolmente la politica estera americana nei confronti di Israele. Ad esempio, il primo ministro Benjamin Netanyahu ha dichiarato: “Negli ultimi 30 anni sono apparso innumerevoli volte nei media americani e ho incontrato migliaia di leader americani. Ho sviluppato una certa capacità di influenzare l'opinione pubblica". Netanyahu ha fatto questa affermazione nel contesto dello sforzo decennale del governo israeliano di esercitare pressioni per un'azione militare contro l'Iran. Ha aggiunto che questa "è la cosa più importante: la capacità di influenzare l'opinione pubblica negli Stati Uniti contro il regime in Iran".
Le principali organizzazioni ebraiche americane hanno avuto un ruolo significativo nel far avanzare una narrativa sullo stato israeliano al pubblico americano. Il rabbino Alexander M. Schindler, ex presidente della Conferenza dei presidenti delle principali organizzazioni ebraiche americane, ha dichiarato: "La Conferenza dei presidenti e i suoi membri sono stati strumenti della politica ufficiale del governo israeliano. Era visto come nostro compito ricevere indicazioni dai circoli governativi e fare del nostro meglio". Allo stesso modo, Hyman Bookbinder, un alto funzionario dell'American Jewish Committee, ha detto: "A meno che qualcosa non sia terribilmente pressante, realmente critico o fondamentale, si ripete la linea di Israele per mantenere il sostegno americano. Come ebrei americani, non andiamo in giro dicendo che Israele ha torto sulle sue politiche."
Mitchell Bard ha scritto, "inquadrando le questioni in termini di interesse nazionale, l'AIPAC può attrarre un sostegno più ampio di quanto sarebbe mai possibile se fosse percepito rappresentare solo gli interessi di Israele. Ciò non significa che l'AIPAC non abbia stretti rapporti con i funzionari israeliani; lo fa, anche se ufficiosamente. Anche così, la lobby a volte entra in conflitto con il governo israeliano."